# Johan Georg Gentele

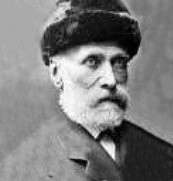
Johan Georg Gentele.

Johan Georg Gentele, född 11 september 1813 i Württemberg, död 31 augusti 1895 i Stockholm, var en tysk kemist och färgfabrikör verksam i Stockholm.

## Biografi
Gentele erhöll sin första undervisning i teoretisk och praktisk kemi i en kemisk fabrik i Ödendorf (dagens Ottendorf i Baden-Württemberg). Vid 18 års ålder begav han sig ut på vandring för att i olika länder och vid olika kemiska fabriker samla erfarenhet. Hans vandring förde honom till bland annat Schweiz, Österrike, England och Belgien. Till Sverige kom han första gången omkring 1837 för att lära känna den svenske kemisten Jöns Jacob Berzelius. 
År 1847 flyttade han tillsammans med hustrun Henriette Blechschmidt (1826-1900) till Sverige och bosatte sig på egendomen Vinterviken i södra Stockholm. Genteles samlade erfarenheter resulterade i anläggandet av flera kemiska fabriker runtom i Sverige så även i Vinterviken där han startade en färgstoffabrik kallad ”Wintervikens målarfärg”. Gentele själv titulerade sig som ”Chem. Färg-fabriqeur”.
Han fick högt anseende i landet och bland de personligheter som blev uppmärksam på honom fanns industrimannen Samuel Godenius, ägare av Gustavsbergs porslinsfabrik. Godenius anförtrodde Gentele ledningen av porslinsfabriken som han innehade mellan 1850 och 1854. Under Gentele upplevde fabriken en uppsving med god ekonomisk avkastning. 1860 utgav han boken Lehrbuch der Farbenfabrikation (Lärobok i färgtillverkning).

### Tiden på Beckers färgfabrik

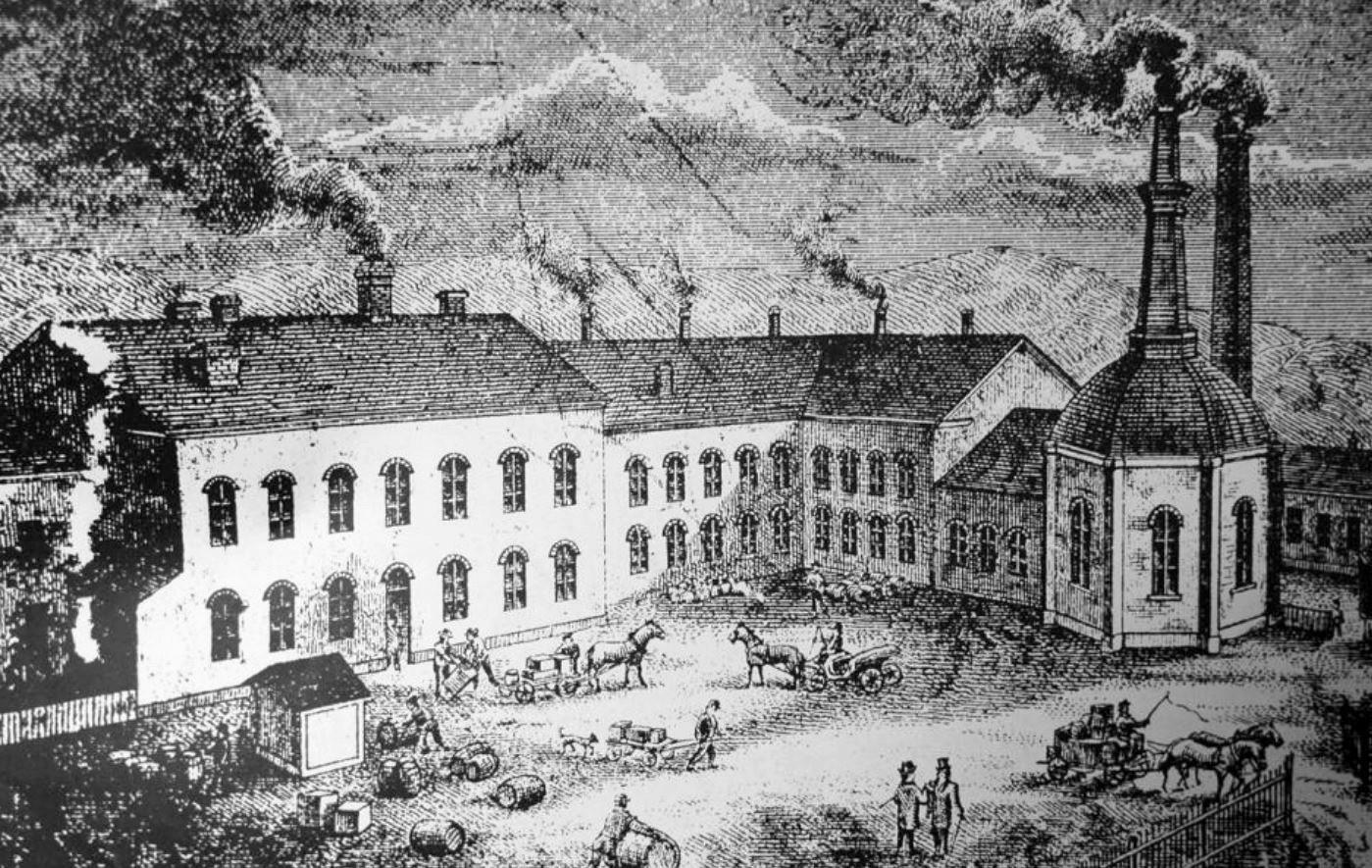
Färgfabriken vid Ladugårdslands Tullgata.

År 1871 anställdes Gentele av landsmannen Wilhelm Becker som teknisk ledare för färg- och fernissproduktionen. Genteles omfattande kunskap och erfarenhet inom det kemisk- tekniska området blev av stor betydelse för Beckers företag. 1874 utsågs han till teknisk ledare för produktionen vid Beckers nya färgfabrik som då låg vid Ladugårdslands Tullgata 26 (nuvarande korsningen Tyskbagargatan / Jungfrugatan) på Östermalm. Den befattningen hade Gentele fram till sin död 1895. 
Hans son, Herman Gentele (1859-1923), anställdes 1875 i Beckers färgfirma och blev där prokurist 1900. I samband med flytten till Lövholmen förvärvade han 1902 Wilhelm Beckers företag för 228 000 kronor. 1906 omvandlade han även firman till aktiebolag som sedermera under knappt 100 år gick under namnet AB Wilh. Becker (se Beckers färgfabrik på Lövholmen).